# Burg Bärenstein
Die Burg Bärenstein, auch Bernstein genannt, ist eine abgegangene Höhenburg auf dem Bärenstein (Bärenfels) bei dem Dorf Obertal, einem Gemeindeteil von Bühlertal im Landkreis Rastatt (Baden-Württemberg). Die Burg war eine der höchstgelegenen Burgen des Nordschwarzwaldes.

## Geschichte
Die Burg wurde vermutlich im 13. Jahrhundert erbaut und war 1598 bereits zerstört, wie aus der „Bescheybung des Gemeinen Stabs und Bezirkhs des Fleckhens Bühell 1598“ hervorgeht. In diesem Jahr, dass auch gleichzeitig die Ersterwähnung der Burg darstellt, heißt es „Und da steht all da der Zwei und zwanzigsten Marckstain; von dannen geht die Marckung für rechts durchs Thall hinüber biß an Burgstadel Bernstein, da vor Jaren das Schloß Bernstein gestanden ist, zum Theyl ein selbsgewachsener Velsen, zum Theiyl aber mit Quaterstückher gemaurt zu sehen, würdt für den Drey und zwanzigsten Marckstain gerechnet.“ Als Besitzer der Burg werden die Markgrafen von Baden genannt.

## Beschreibung
Die Burganlage befand sich auf und um einen Felsturm des Bärensteines in 771 m ü. NHN Höhe, der heute als Aussichtsturm dient. Auf dem Felsturm stand vermutlich ein Wachturm, die Wohngebäude lehnten sich an die Nord- und Westseite des Turmes, dort sind noch die Auflager für Holzbalken sichtbar. Zugänglich war die Anlage von Süden aus, hier befindet sich ein Halsgraben.
An der Burgstelle wurden Buckelquader mit Randschlag aus Sandstein aufgefunden, sie dienen heute als Treppenstufen zum Aussichtsturm. Außerdem wurden bei Grabungen Ofenkacheln und Gefäßscherben des 14. und des 15. Jahrhunderts entdeckt.